# همین‌کورو
هَمین‌ْکورو (به فنلاندی: Hämeenkyrö) یک منطقهٔ مسکونی در فنلاند است که در پیرکانما واقع شده‌است.

## خواهرخوانده
شهر موستوه خواهرخواندهٔ همین‌کورو هست.